# حركة الاستقلال الآيسلندية

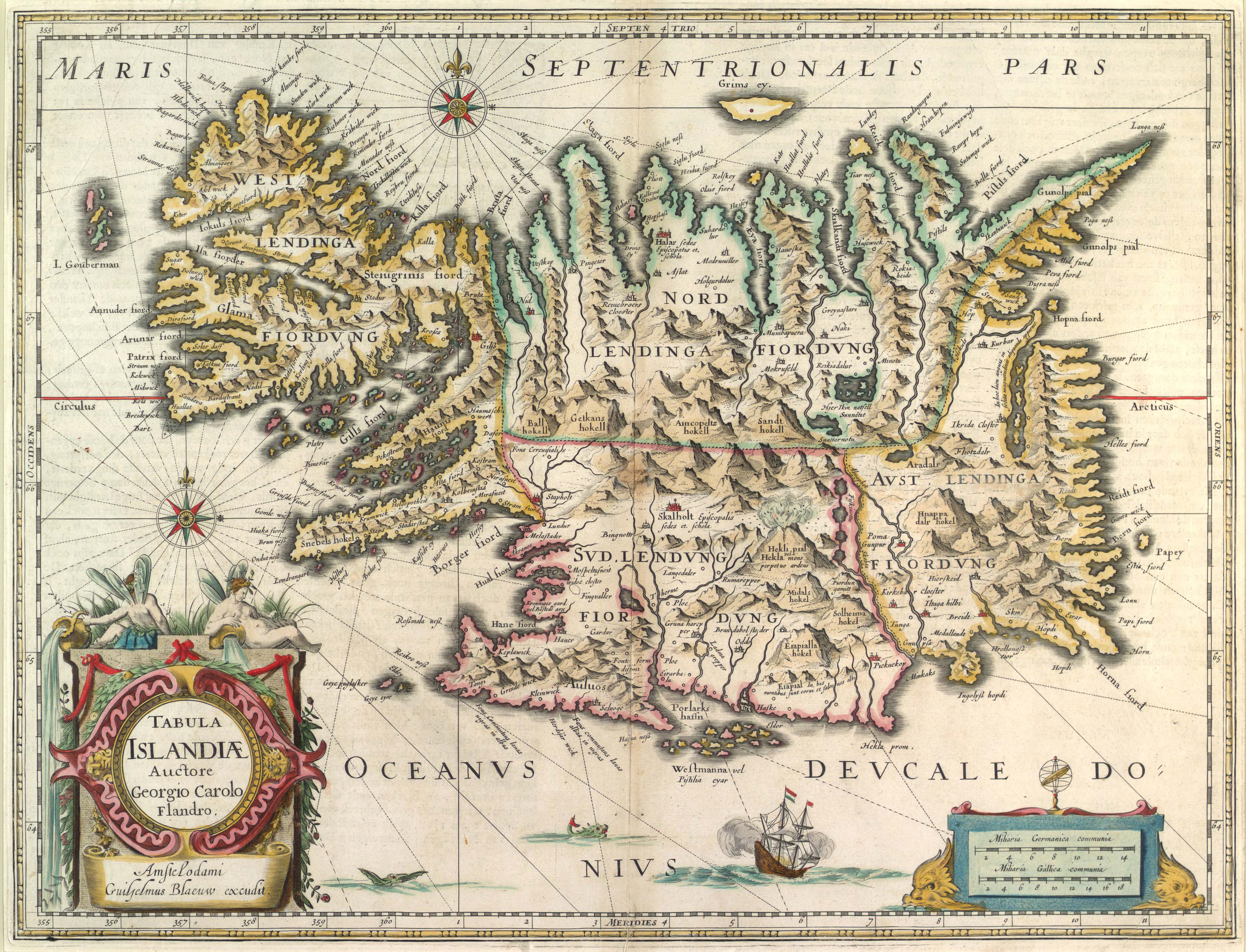

جاءت حركة الاستقلال الآيسلندية (بالآيسلندية: Sjálfstæðisbarátta Íslendinga) ثمرةً للجهد الجماعي الذي بذله الآيسلنديون من أجل تحقيق تقرير المصير والاستقلال عن مملكة الدنمارك طوال القرن التاسع عشر ومستهل القرن العشرين.
حصلت آيسلندا على دستور وحكم ذاتي محدود في عام 1874. وعُين وزير للشؤون الآيسلندية في الحكومة الدنماركية عام 1904. مُنحت الاستقلال الكامل في عام 1918 من خلال قانون الاتحاد الدنماركي الآيسلندي. تبع ذلك قطع جميع العلاقات مع الدنمارك بإعلان الجمهورية في عام 1944.

## خلفية
من خلال التوقيع على الميثاق القديم في عام 1262، بعد الحرب الأهلية في عصر ستيتغنغز، تخلى الآيسلنديون عن السيادة إلى هاكون الرابع ملك النرويج. ظلت آيسلندا تحت سلطة الملكية النرويجية حتى عام 1380، عندما أدى موت أولاف الرابع من النرويج إلى اسقاط سلالة الذكور الملكية النرويجية. أصبحت النرويج (وبالتالي آيسلندا) جزءًا من اتحاد كالمار مع السويد والدنمارك، حيث كانت الدنمارك القوة المهيمنة.
على عكس النرويج، لم تكن الدنمارك بحاجة إلى الصوف المنزلي والأسماك الآيسلندية. أدى هذا إلى عجز كبير في تجارة آيسلندا، ونتيجة لذلك، لم تُبن أية سفن جديدة من أجل التجارة القارية. في القرون التي تلت ذلك، أصبحت آيسلندا واحدة من أفقر دول أوروبا.
في حين جرت محاولات للعثور على أدلة على المشاعر القومية قبل القرن التاسع عشر، لم يعثر على الكثير من الأدلة الشاملة على النزعة القومية كما نفهمها اليوم.

## الحكم الذاتي والاستقلال
في عام 1874، بعد ألف عام من أول استيطان معترف فيه، منحت الدنمارك آيسلندا حكمًا ذاتيًا. بحلول نهاية القرن التاسع عشر، كان للجهود المتنوعة التي بُذلت من أجل آيسلندا النتيجة المنشودة. في عام 1903 عُدل الدستور، الذي كتب في عام 1874، وأصبح وزير الشؤون الآيسلندية، المقيم في ريكيافيك، مسؤولاً عن ألثينغي. شغل هانز هافزتين منصب رئيس وزراء آيسلندا منذ 31 يناير عام 1904 حتى 31 مارس عام 1909.
اعترف قانون الاتحاد، الموقع في 1 ديسمبر عام 1918 من قبل السلطات الآيسلندية والدنماركية، بآيسلندا كدولة ذات سيادة كاملة (مملكة آيسلندا)، اتحدت مع الدنمارك في اتحاد شخصي مع الملك الدنماركي. وابتكرت آيسلندا علمها الخاص وطلبت من الدنمارك أن تمثل شؤونها الخارجية ومصالحها الدفاعية. كان القانون معروضًا للمراجعة في عام 1940 وأمكن إلغاؤه بعد ذلك بثلاث سنوات في حال لم يتم التوصل إلى اتفاق. تمت الموافقة على القانون من قبل 92.6٪ من الناخبين الآيسلنديين (نسبة المشاركة 43.8٪) في استفتاء شعبي في 19 أكتوبر في عام 1918. يفسر المؤرخ غودمندر هالفدانغسون نسبة المشاركة المنخفضة هذه على أنها إشارة إلى أن الناخبين الآيسلنديين لم يعتبروا هذا الاستفتاء ذا أهمية.
تماشيًا مع نقل السيادة في عام 1918، أُنشئت المحكمة العليا في آيسلندا في عام 1920، ما عنى أن الآيسلنديين كانوا مسؤولين عن السلطات الثلاثة في آيسلندا.
أخيرًا، أُلغي الاتحاد مع الملك الدنماركي بشكل كامل في عام 1944 أثناء احتلال الدنمارك من قبل ألمانيا النازية، عندما أعلن الألثينغي تأسيس جمهورية آيسلندا. في استفتاء أُقيم في 20-23 مايو عام 1944 من أجل إلغاء الاتحاد مع الدنمارك، وافق عليه 99.5٪ من الناخبين بنسبة مشاركة بلغت 98.4٪.